# Enomoto Takeaki
Enomoto Takeaki est un nom japonais traditionnel ; le nom de famille (ou le nom d'école) précède donc le prénom (ou le nom d'artiste).
Enomoto Takeaki (榎本 武揚 Enomoto Takeaki, né le 5 octobre 1836, et mort le 26 octobre 1908) est un amiral de la marine impériale japonaise, ayant préalablement servi sous le shogunat Tokugawa. Il combat contre les troupes du nouveau gouvernement Meiji lors de la guerre de Boshin en 1868-1869, mais sert ensuite le camp impérial adverse après la guerre, exerçant plusieurs fonctions diplomatiques et ministérielles.

## Biographie
Enomoto est né dans une famille servant le shogunat en pleine période d'isolationnisme du Japon. Le pays avait alors limité ses contacts avec les Pays-Bas, la Chine et la Corée.Takeaki Enomoto apprend le néerlandais et, lors de l'ouverture du pays alors qu'il est âgé de 26 ans, part aux Pays-Bas pour étudier les techniques de combat naval des Néerlandais (1861-1866).
Il revient ensuite au Japon sur le Kaiyō Maru, un bateau dernier cri commandé par le Japon aux Pays-Bas. Enomoto est promu Kaigun Fukusosai (le second plus haut rang de la marine du shogunat Tokugawa).
Il s'engage dans la guerre de Boshin auprès du shogunat. Le 28 janvier 1868, il remporte la bataille navale d'Awa sur la flotte impériale. Vers la fin du conflit, le camp impérial lui demande de se rendre avec son escadre ; Enomoto part à Hakodate et fonde l'éphémère République indépendante d'Ezo dont il devient président. Les troupes de Meiji écrasent cependant les troupes de la république et l'annexent. Capturé et emprisonné, Enomoto est accusé de haute trahison mais est pardonné en 1872, notamment en raison de ses compétences navales et de sa bonne connaissance de l'Occident.
Il devient vice-amiral de la nouvelle flotte japonaise et est envoyé en mission en Russie pour régler le différend qui oppose cette nation et le Japon au sujet des îles Sakhaline et Kouriles (1874-1876), litige qui trouve sa solution avec la signature du traité de Saint-Pétersbourg le 7 mai 1875.
Il devient par la suite ministre de la marine et exerce cette fonction jusqu'en 1882. Ensuite, ses qualités diplomatiques sont à nouveau requises et conduisent à la signature du traité de Tientsin avec la Chine, puis les ministères des communications, de l'éducation, des affaires étrangères de l'agriculture et du commerce lui sont successivement confiés.
Il termine sa vie chargé d'honneurs ; il est anobli et devient vicomte en 1887.